# Tourza
Tourza (em árabe: تورزأت) é uma aldeia na província de Uarzazate, ao sul do Alto Atlas no sudeste de Marrocos. Seu nome originalmente se referia a uma planta de Atlas.